# Katernberger Rotte
Die Katernberger Rotte war bis zum 19. Jahrhundert eine der untersten Verwaltungseinheiten im ländlichen Außenbezirk der bergischen Stadt Elberfeld und des Kirchspiels Elberfeld im Kreis Elberfeld des Regierungsbezirks Düsseldorf innerhalb der preußischen Rheinprovinz.
Laut der Statistik und Topographie des Regierungsbezirks Düsseldorf von 1832 gehörten zu der Rotte folgende Ortschaften und Wohnplätze: Am Acker, Am Anschlag, Am Bäumchen, Am Dreckloch, Am Hessen, An der Eich, An der Holländischen Heide, An der schönen Aussicht, An der Voßdelle, Auf dem Metzmachersrath, Auf dem Rohm, Auf der Bredt (als Bredtchen bekannt), Auf der Straßen, Auf'm Katernberg, Auf'm Kuckelsberg, Auf'm obersten Dorrenberg, Auf'm Röttchen, Im Lippkeskothen, Im Luhnberg, In der Birken und In der Hülsbeck.